# Final Verdict
Final Verdict é um telefilme estadunidense de 1991, do gênero drama, dirigido por Jack Fisk e estrelado por Treat Williams, Olivia Burnette e Glenn Ford, com roteiro baseado na autobiografia Nora, da jornalista Adela Rogers St. Johns.

## Sinopse
Filme conta a história do pai da escritora, o advogado de Los Angeles Earl Rogers, sobre quem Erle Stanley Gardner baseou o personagem Perry Mason.

## Elenco
| Ator              | Papel         |
| ----------------- | ------------- |
| Treat Williams    | Earl Rogers   |
| Glenn Ford        | Rev. Rogers   |
| Olivia Burnette   | Nora Rogers   |
| Ashley Crow       | Belle Rogers  |
| Barton Heyman     | Bill Jory     |
| Raphael Sbarge    | Al Boyd       |
| Fionnula Flanagan | Pearl Morton  |
| Amy Wright        | Queenie       |
| Dana Hill         | Francy        |
| Lance Kerwin      | Harry Johnson |